# Wendy Everson
Pour les articles homonymes, voir Everson.
Wendy Everson née le 7 avril 1965 est une coureuse cycliste professionnelle anglaise.

## Biographie
Représentant l'Angleterre, Wendy Everson a terminé quatrième de la vitesse aux Jeux du Commonwealth de 1994,.

## Palmarès sur piste

### Championnats du monde
- 1995
  - 9e du 500 mètres
- 1996
  - 9e de la vitesse

## Championnats nationaux
- 1992
  -  Championne de Grande-Bretagne de vitesse
- 1994
  -  Championne de Grande-Bretagne de vitesse
- 1995
  -  Championne de Grande-Bretagne de vitesse
- 1996
  -  Championne de Grande-Bretagne de vitesse
  - 2e de la course aux points
- 1997
  -  Championne de Grande-Bretagne de vitesse
  -  Championne de Grande-Bretagne du 500 mètres
  - 3e du scratch
- 1998
  -  Championne de Grande-Bretagne de vitesse
  -  Championne de Grande-Bretagne du 500 mètres
- 1999
  -  Championne de Grande-Bretagne du scratch
  - 2e du 500 mètres
- 2000
  -  Championne de Grande-Bretagne de vitesse
  - 3e du 500 mètres